# Абдула Сенуси
Абдула ал-Сенуси (на арабски: عبد الله السنوسي) е либийски военен офицер, шурей и дясна ръка на Муамар Кадафи.
През 1980-те години е шеф на вътрешното разузнаване на Либия, когато много от опонентите на Кадафи биват арестувани и екзекутирани. През 1999 година френски съд го обвинява в организиране на бомбен атентат срещу френски пътнически самолет над Нигер, при който загиват 170 души. През 2003 година вероятно е участвал в заговор за убийството на саудитския принц Абдула.
По време на гражданската война през 2011 г. нарежда бомбените удари срещу протестиращи, както и набирането на наемници.
На 16 май 2011 г. Международният съд издава заповед за арест на Муамар Кадафи, сина му Сейф ал-Ислам Кадафи и Абдула ал-Сенуси по обвинения в престъпления срещу човечеството.